# Herman Teunissen
Herman Gerardus Maria Teunissen (* 16. Oktober 1914 in Oss; † 3. Januar 1992 in Nijmegen) war ein niederländischer Arzt und Insektenkundler. Sein Forschungsschwerpunkt waren die Hautflügler (Hymenoptera).

## Leben
Teunissens Vater hatte eine leitende Position bei der Firma Unilever inne. Dieser ermutigte ihn auch eine universitäre Ausbildung zu absolvieren, woraufhin sich Teunissen für ein Medizinstudium an der Universität Leiden entschied, das er 1938 abschloss. 1939 wurde er während der Mobilmachung der niederländischen Armee in die Provinz Limburg versetzt. Im Jahr 1944 arbeitete er in Venlo und operierte (oft unter den Augen der deutschen Militärs) verwundete Soldaten der alliierten Streitkräfte. Später wurde er (über Deutschland) nach Friesland evakuiert, als Venlo unter Beschuss geriet. Nach dem Krieg eröffnete eine Praxis für Allgemeinmedizin in Berghem, nicht weit von Oss entfernt.
Teunissens Interessen waren breit gefächert. Er war eine Zeit lang sehr in der örtlichen Archäologie aktiv und trug eine bedeutende Sammlung von Artefakten  aus den Provinzen Limburg und Brabant zusammen, die sich heute im Rijksmuseum van Oudheden in Leiden befindet. Sein Bruder, der Priester J. Teunissen (der in seinen letzten Lebensjahren in Best arbeitete) war sehr an Entomologie interessiert und ermutigte Herman, sich mit Hautflüglern zu befassen. Herman Teunissen legte eine Sammlung von Pflanzenwespen und Schlupfwespen aus den Niederlanden an, die zusammen mit seinen anderen Hautflüglern im Naturalis Biodiversity Center in Leiden aufbewahrt wird. Durch den Krieg verzögert, schrieb er im Jahr 1945 über die Ctenopelmatinae und 1947 über die Campopleginae. 1953 folgte eine Arbeit mit Notizen über Tryphoninae und Ctenopelmatinae. Insgesamt beschrieb Teunissen 33 neue Schlupfwespenarten. 1948 und 1972 verfasste er die beiden Bände seiner Naamlijst van Nederlandse sluipwespen (Fam. Ichneumonidae).
Nach seiner Pensionierung studierte Teunissen die Sandbienen (Andrena) und die Tribus Osmiini. Zu diesem Zweck unternahm er mehrere Expeditionen auf das griechische Festland und mehrere griechische Inseln, nach Portugal und Spanien, nach Ägypten, in die Türkei sowie nach Marokko.
In Anerkennung seiner entomologischen Aktivitäten wurde er zum Honorarmitglied des Rijksmuseum van Natuurlijke Historie ernannt.

## Dedikationsnamen
- Arachnotheutes teunisseni Wolf, 1978
- Andrena teunisseni Gusenleitner, 1998
- Tipula teunisseni Theischinger, 1979
- Paratropus teunisseni Kanaar, 1993
- Hydrochus teunisseni Makhan, 1994
- Ceratina teunisseni Terzo & Rasmont, 1997
- Acantholyda teunisseni Achterberg & Aartsen, 1986
- Drilus teunisseni Kobieluszova & Kundrata, 2015
- Afroartelida teunisseni Vives & Adlbauer, 2005
- Drusus biguttatus ssp. teunisseni Botosaneanu & Giudicelli, 2004
- Osmia teunisseni van der Zanden, 1981